# Betasur, Parasgad
Betasur là một làng thuộc tehsil Parasgad, huyện Belgaum, bang Karnataka, Ấn Độ.